# Lenke Jacsó
Lenke Jacsó, coniugata Kissné (Szarvas, 8 ottobre 1951), è un'ex cestista ungherese.

## Carriera
Con l'Ungheria ha disputato i Giochi olimpici di Mosca 1980, i Campionati mondiali del 1975 e sei edizioni dei Campionati europei (1972, 1974, 1976, 1978, 1980, 1983).